# Phaonia hennigi
Phaonia hennigi är en tvåvingeart som beskrevs av Lyneborg 1970. Phaonia hennigi ingår i släktet Phaonia och familjen husflugor. Inga underarter finns listade i Catalogue of Life.